# Luckaitztaler Ziegelturm
Der Luckaitztaler Ziegelturm ist ein Aussichtsturm in Weißag, einem Ort in der Gemeinde Luckaitztal im Landkreis Oberspreewald-Lausitz in Brandenburg. Der Turm wurde im Juni 2020 eröffnet und ersetzte den früheren Aussichtsturm Calauer Schweiz, der 2014 aufgrund von Schäden am Tragwerk abgerissen werden musste.

## Lage

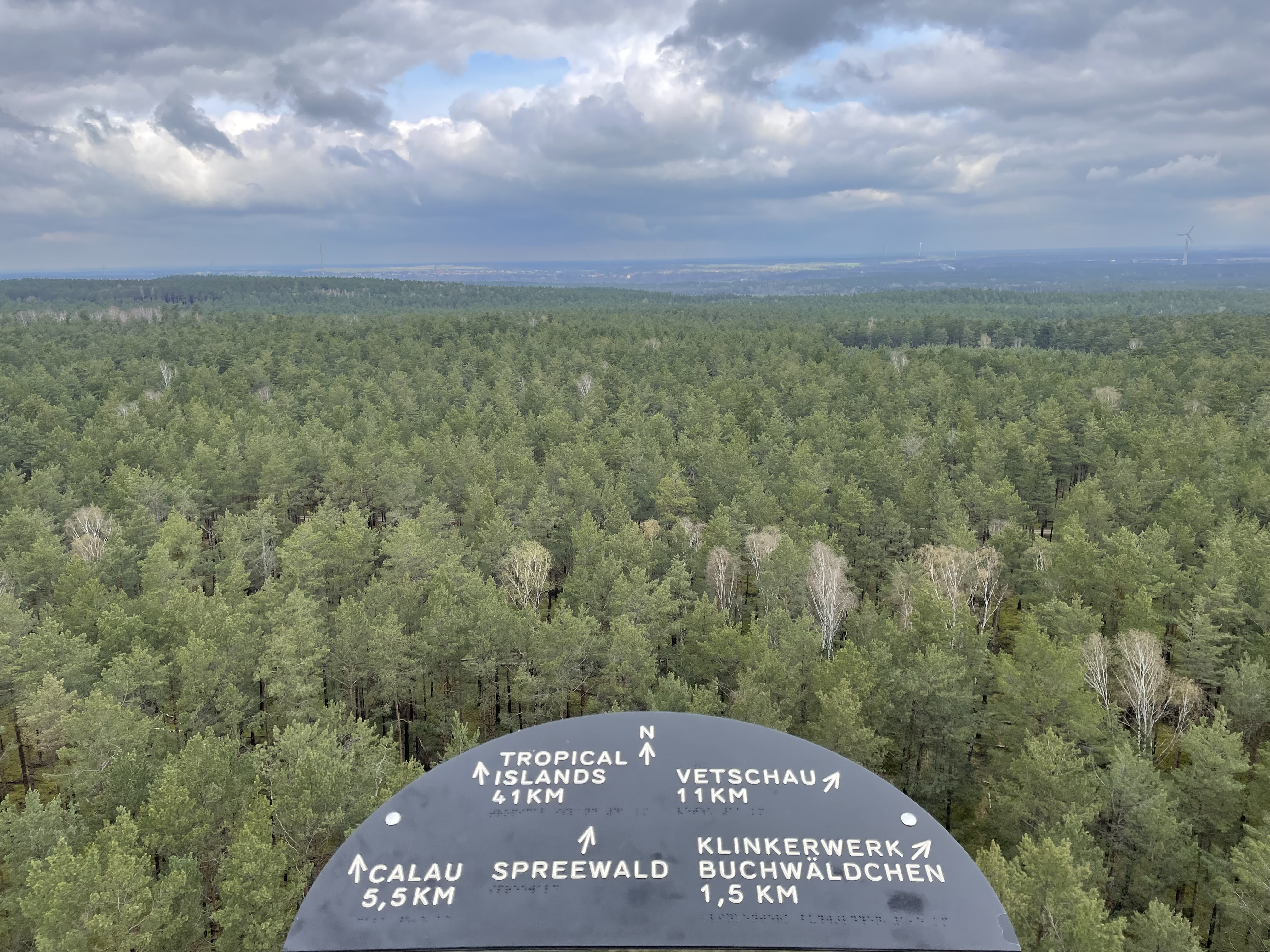
Blick von der Aussichtsplattform in Richtung Calau

Der Luckaitztaler Ziegelturm steht in der zur Niederlausitz gehörenden Calauer Schweiz in den östlichen Ausläufern des Naturparks Niederlausitzer Landrücken. Die Gemarkung gehört zu Weißag, einem zum Ortsteil Gosda gehörenden Teilort der Gemeinde Luckaitztal, rund fünf Kilometer Luftlinie südsüdöstlich der Stadt Calau und 25 Kilometer südwestlich von Cottbus. Der Standort befindet sich auf einer Hochfläche, die auf etwa 150 m ü. NHN liegt und damit die Dörfer Cabel und Werchow um ca. 55 Meter sowie Gosda, Weißag und Zwietow um etwa 45 Meter überragt.
Bei klarer Sicht bietet der Aussichtsturm einen Blick bis zur Stadt Cottbus im Osten und zum Besucherbergwerk Abraumförderbrücke F60 bei Finsterwalde im Westen.

## Geschichte

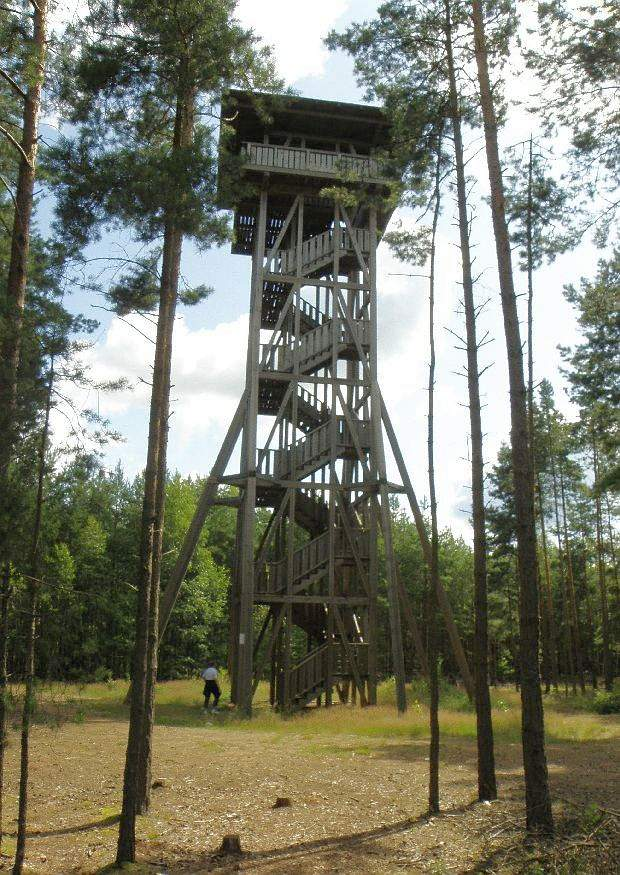
Aussichtsturm Calauer Schweiz (2009)

Die höchste Erhebung der Calauer Schweiz ist der rund 161 Meter hohe Kesselberg, von dem durch zunehmenden Bewuchs jedoch keine Fernsicht mehr möglich war. Der Aussichtsturm Calauer Schweiz wurde auf dem Spitzberg rund 700 Meter nördlich von Weißag gebaut und am 13. Juni 1999 eingeweiht. Der Turm hatte eine Höhe von 22 Metern, war eine einfache Holzkonstruktion mit einer rechteckigen Aussichtsplattform und Zeltdach und galt als Wahrzeichen der umliegenden sogenannten „Plinsdörfer“ Gosda, Weißag und Zwietow. Bereits seit der Eröffnung wurde der Aussichtsturm immer wieder durch Vandalismus beschädigt. Im Januar 2012 wurde der Turm gesperrt, da Schäden an der Holztragkonstruktion vermutet wurden. Er wurde danach nicht wieder geöffnet und im April 2014 schließlich abgerissen.
Bereits unmittelbar nach dem Abriss fassten die Gemeinde Luckaitztal und die Stadt Calau einen Beschluss zum Bau eines neuen Aussichtsturms. Im Jahr 2016 wurde mit den Planungen begonnen, im Februar 2017 erfolgte die Erteilung der Baugenehmigung. Der Entwurf stammt von dem Architekten Axel Braun aus Suderburg in Niedersachsen. Der Ziegelturm ist fast baugleich mit dem ebenfalls von Braun entworfenen Aussichtsturm Hösseringen, allerdings knapp sechs Meter höher. Hauptauftragnehmer war die Baufirma Neusch aus Groß Luja. Am 25. September 2018 wurde am östlichen Rand des Naturschutzgebietes rund 400 Meter nordöstlich des alten Standortes mit dem symbolischen ersten Spatenstich der Bau des neuen Aussichtsturms begonnen. Die Grundsteinlegung erfolgte am 12. April 2019.
Der Bau wurde mit Geldern aus dem Europäischen Landwirtschaftsfonds für die Entwicklung des ländlichen Raums bezuschusst. Am 12. November 2019 wurde die Aussichtsplattform aufgesetzt. Am 17. April 2020 wurde der Bau fertig gestellt. Die Kosten beliefen sich zuletzt auf rund 720.000 Euro, die neben dem Landwirtschaftsfonds durch die Stadt Calau und die Gemeinde Luckaitztal getragen wurden. Am 10. Juni 2020 wurde der Turm eröffnet. Am 3. Oktober 2020 erhielt der Aussichtsturm nach einem Beschluss des Luckaitztaler Gemeinderates den Namen „Luckaitztaler Ziegelturm“.

## Architektur und Daten

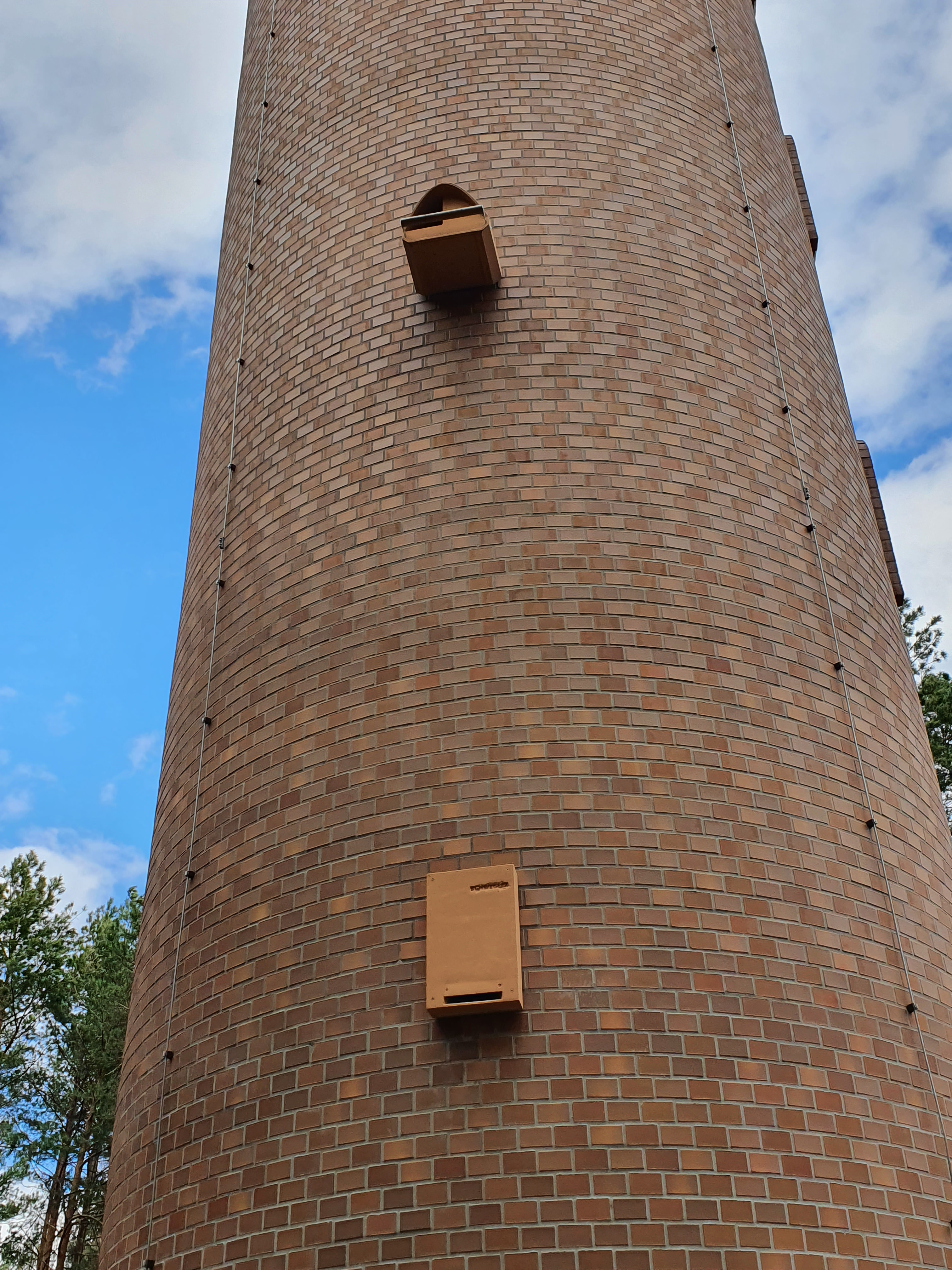
Turmfalken- und Fledermauskasten am Luckaitztaler Ziegelturm (2022)

Der Aussichtsturm ist ein Rundturm aus Ziegelmauerwerk. In dem Mauerwerk sind 93.850 Ziegel des Typs „Cottbus“ verbaut, die in der anderthalb Kilometer entfernt gelegenen Ziegelei Buchwäldchen der Wienerberger AG hergestellt wurden. Weiterhin wurden 56 m² Beton verbaut.
Der Turm hat dreizehn Geschosse (mit der Aussichtsplattform im obersten Geschoss), elf Fenster und ist nach oben hin abgestuft. Der Turmkorpus besitzt einen Durchmesser von 4,28 Meter im Erdgeschoss sowie 3,78 Meter im oberen Bereich. Die Länge des Handlaufs beträgt 145 Meter. Die Gesamthöhe einschließlich des Mastes beträgt 43,20 Meter, die über 216 Stufen erreichbare Aussichtsplattform liegt bei 38,00 Metern. Die Plattform hat einen Durchmesser von sechs Metern, besteht aus Stahlbeton und wurde aus in Ortbetonbauweise auf der Baustelle gefertigt. Den Eingang bildet ein Rundbogenportal mit Schlussstein, über dem Eingang ist eine Plakette mit dem Bauzeitraum abgebildet.
An dem Turm sind als Artenschutzmaßnahme vier Bruthöhlen, drei Fledermauskästen und zwei Turmfalkenkästen angebracht. Die Außenanlagen umfassen vier Sitzgruppen und Informationstafeln.